# Querrieu
Querrieu är en kommun i departementet Somme i regionen Hauts-de-France i norra Frankrike. Kommunen ligger i kantonen Villers-Bocage som tillhör arrondissementet Amiens. År 2022 hade Querrieu 621 invånare.

## Befolkningsutveckling
Antalet invånare i kommunen Querrieu
| Referens: INSEE |